# 二木重高
二木 重高（ふたつぎ しげたか）は、戦国時代の武将。信濃小笠原氏の家臣。信濃国安曇郡中塔城主。

## 生涯
二木氏は信濃小笠原氏の支流。南北朝時代に小笠原貞宗の子・政経が信濃安曇郡住吉荘内の地頭職を分与され、二ツ木郷に移住する。その後、子孫の貞明の代で二木氏を名乗ったという。
重高は信濃守護・小笠原長時に仕えた。天文17年（1548年）、長時に従って塩尻峠の戦いに出陣するが、合戦の最中武田方に寝返っている。同19年（1550年）の野々宮合戦には小笠原方として戦功を挙げている。
天文23年（1554年）、長時が越後国に流亡すると重高は武田信玄の傘下に入った。翌24年（1555年）、謀反の疑いを掛けられた三村長親粛清で功を挙げたが、以後の消息は不明。
二木一族の岩波平左衛門は天正10年（1582年）の織田信長の甲州征伐に際し、武田勝頼に逆心し、岩岡佐渡守が守る中塔城に合流した。

## 逸話
三村長親謀反の際に、信玄は讒言をした長親と、起訴された重高を問い詰めた。重高は身の潔白を証明し、結果無罪となった。
が、三村長親に武田家は謀反され、信玄は「重高に図られた」と嘆いた。
しかし重高は馬場信春とともに、長親を討ち果たしたと聞き、信玄は、自らが重高の至誠を見抜けなかったことを恥じたという。